# Politika Črne gore
Politiko Črne gore (črnogorsko: Politika Crne Gore / Politika Црне Горе) izvaja parlamentarna predstavniška demokratična republika, ki jo vodi predsednik vlade Črne gore skupaj z večstrankarskim sistemom. Izvršno oblast izvaja črnogorska vlada. Zakonodajno moč imata tako vlada kot parlament Črne gore. Sodstvo je neodvisno od izvršilne in zakonodajne oblasti. Economist Intelligence Unit je Črno goro leta 2019 ocenil za "hibridni režim".